# Сражение при Монтихо
Сражение при Монтихо (порт. Batalha de Montijo) — первое крупное сражение между португальскими и испанскими войсками во время Войны за независимость Португалии, произошедшее 26 мая 1644 года возле Монтихо, расположенном в испанской провинции Бадахос.
Португальская армия (6000 пехоты, 1100 кавалерии, семь пушек) под командованием Матиаша ди Альбукерки пересекала испано-португальскую границу без сопротивления со стороны испанских сил. Она разграбила и сожгла Вилар дель Рей, Пуэблу и Бока-де-Манфере, пока не достигла города Монтихо, который сдался без боя. Против португальцев был двинут испанский контингент из 4000 пехотинцев и 1700 кавалеристов под командованием барона Моллингена. Узнав об этом, португальский командующий стал отступать в направлении Алентежу.
26 мая 1644 года две армии встретились недалеко от Монтихо. Моллинген построил свои войска полукругом, что позволило бы провести одновременно атаку с фронта и флангов. В свою очередь, Матиаш ди Альбукерки, медленно двигавшийся со своей армией, развернул войска и подготовился к атаке противника: в тылу был размещен обоз, в авангарде в две линии построена пехота с артиллерией впереди, кавалерия была на флангах.
Шесть пушек португальцев открыли огонь, испанская сторона вскоре ответила, но очень неэффективно. Затем в 9 часов испанская кавалерия атаковала левый португальский фланг и посеяла панику, которая распространилась на остальную часть кавалерии на другом фланге, которая бросилась бежать и оставила свою пехоту без прикрытия. Во главе с самим Моллингеном испанская кавалерия легко прорвала центр португальских позиций, захватив артиллерию. Думая, что сражение выиграно, солдаты Моллингена рассеялись и стали грабить обоз. 
Воспользовавшись отсутствием порядка в испанских рядах, Альбукерки и его офицеры сплотили бежавших солдат и отбили португальские пушки, из которых открыли огонь, мешая испанским войскам перегруппироваться. Сражение закончилось около 3 часов дня возвращением португальцами поля боя и отходом испанцев за Гвадиану.
Потери противников были примерно равными и составили от 900 до 3000 человек убитыми, ранеными и пленными. На следующий день португальские войска вернулись в Кампомайор.